# John Legend
John Roger Stephens, bedre kendt som John Legend (født 28. december 1978) er en amerikansk singer/songwriter, producer og skuespiller. Hans musikstil ligger inden for soul/R&B, og hans debutplade fra 2004 Get Lifted solgte 2,5 millioner eksemplarer på verdensplan og inkluderer hits som "Used To Love You" og "Ordinary People".
Opfølgeren til debutalbummet udkom i 2006 under titlen Once Again.
Evolver, der er Legends tredje album, har gæsteoptrændender af bl.a. Kanye West, Brandy Norwood, Estelle og Andre 3000 fra OutKast (udsendt 2008).
Love In The Future er fjerde album udsendt 2013.
John Legend har blandt andet bakket op om den amerikanske præsidentkandidat Barack Obamas kampagne. Således optrådte Legend med "If You're Out There" (et nummer fra Evolver) ved Demokraternes nationale konvent, hvor Obama sagde ja til at stå i spidsen for kampen om Det Hvide Hus. 
For sangen "Glory" fra filmen Selma, vandt John Legend sammen med Common en Oscar for bedste sang i 2015.
Som skuespiller er han bl.a. kendt for sin rolle som musikeren Keith i La La Land fra 2016.